# 汤婷婷 (作家)
湯婷婷（Maxine Hong Kingston，1940年—），华裔美国女作家。生于加利福尼亚州斯托克顿，籍贯广东新会。

## 生平
1958年入加州大学伯克利分校进修工程学、英国文学。后任加州日落中学和夏威夷中学教师、夏威夷大学和密歇根大学英国文学系教授。成名作是回忆录式小说《女勇士》（The Woman Warrior: Memoirs of a Girlhood Among Ghosts，1976），融入了中国的故事传统，获美国《现代》周刊七十年代最佳作品奖。1989年发表的《孙行者》（Tripmaster monkey : his fake book）获美国西部国际笔会奖。